# Зонебург
Зо́небург (нем. Soneburg), ныне именуемый Ма́азилинн или Маасилинн (эст. Maasilinn) — орденский замок в деревне Мааси на острове Сааремаа (Эзель) в Эстонии, от которого сохранились немногочисленные развалины, которые начали восстанавливать по инициативе муниципалитета Ориссааре  в 2001 году и открыли для туристов.
Это укрепление некогда обороняло переправу через пролив Вяйке-Вяйн, который был судоходен ещё несколько веков тому назад (сейчас насыпана дамба, и глубина пролива совсем мала).

## История
О времени строительства замка впервые упомянуто в «Ливонской хронике» Германа Вартбергского: «Тот самый магистр Бурхард построил на острове Эзель хороший и сильный замок, который брат Госвин позже расширил».
После разрушения замка Пёйде (не путать с Пайде) восставшими эстами в 1343 году и их усмирения в феврале 1345 года магистр Ливонского ордена Бурхард фон Дрейлебен (фон Дрейлев) начал возведение нового замка на берегу моря в 10 км на северо-запад от прежней твердыни. Новый замок получил название Зонебург, что в переводе с немецкого означает «замок в возмездие».  Первоначально из-за разрухи в области и скудности средств замок был частично деревянным.
В феврале 1345 года магистром Ливонского ордена был избран Госвин фон Херике (Эрк), под руководством которого замок полностью перестроили, создав каменную твердыню. Госвин фон Херике известен как основатель многих замков в Ливонии, но это не способствовало полной реализации планов строительства Зонебурга. Это удалось сделать только в следующем веке.
Большие перестройки были произведены в 1518 году при фогте Тонисе Убелакере (Tonys Ubelacker), который построил предзамковые укрепления. Однако башни для ведения артиллерийского боя исследователи относят к середине XVI века, так как на их месте обнаружены каменные декоративно-резные элементы эпохи Возрождения.
Замок Маази с прилегающими землями состоял под управлением орденского фогта Хендрика Ледингхаузена-Вульфа (Hendrich Ledinghausen-Wulf) до 1564 года, когда был передан Дании. Еще ранее, в 1559 году, датчанам были проданы земли, находившиеся под управлением Эзель-Викского епископа. Опасаясь невозможности оборонять оба замка — Аренсбург (Курессааре) и Зонебург, датчане в 1566 году разрушили последний и отошли к Аренсбургу. До этого времени замок посетило посольство датчан к Ивану Грозному во главе с Якобом Ульфельдтом, упомянувшим замок в своих воспоминаниях: «Покинув Аренсбург в тот же день, мы преодолели 3 мили и заночевали в королевской усадьбе Телсе, оттуда на следующий день прибыли в Зонебург, проделав 5 миль».
Шведы дважды захватывали замок Маази в 1568 и 1575 годах, восстанавливая разрушенные укрепления. Замок становился важным опорным пунктом шведов на острове Эзель. Дабы исключить всякую возможность использования замка шведами, датчане по приказу короля Фредерика II в 1576 году взорвали замок, после чего он навсегда прекратил своё существование как военный объект.

## Реставрация

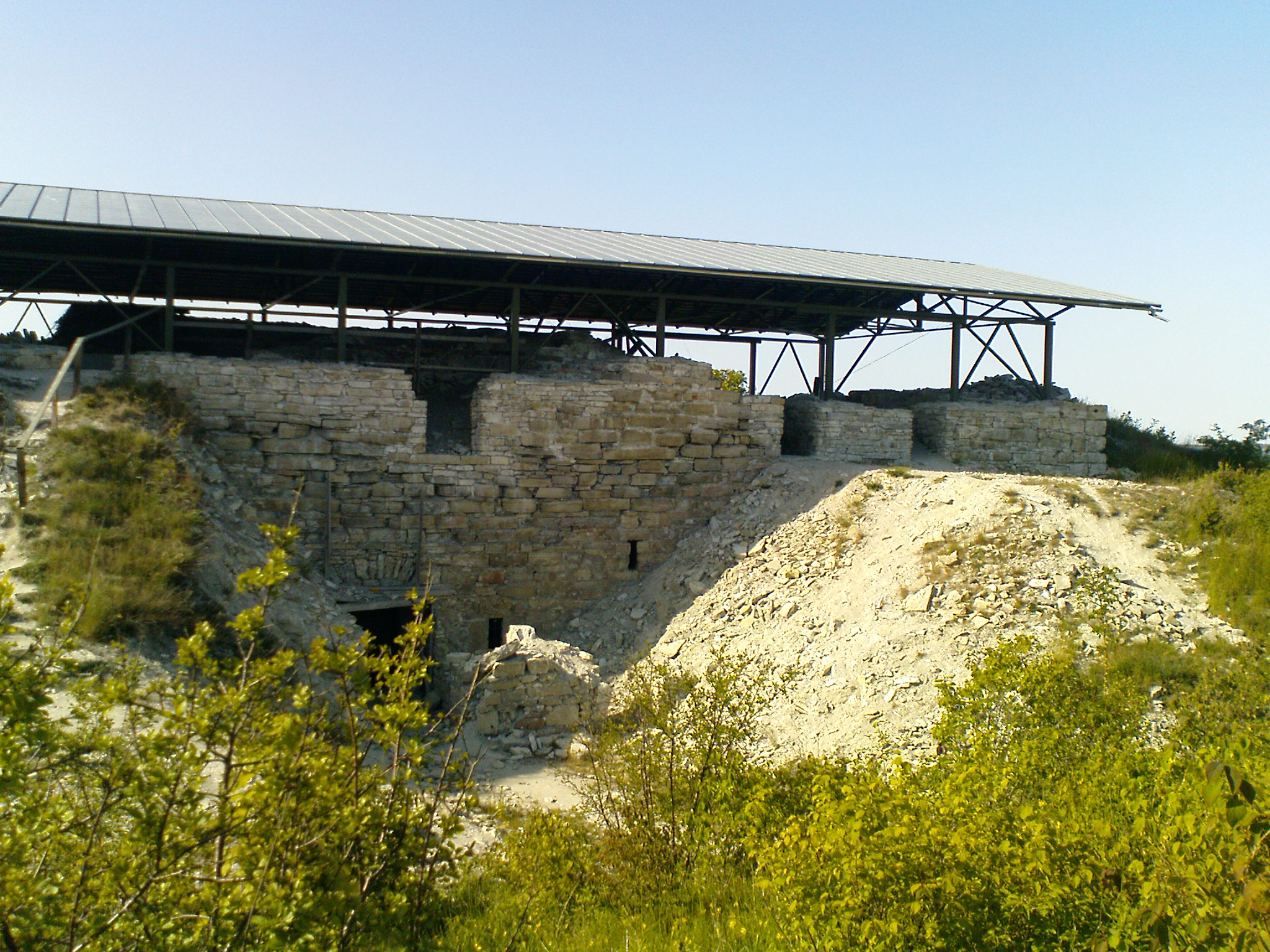
Руины после консервации

В 1999 году волость Ориссааре воспользовалась своим законным правом при отчуждении недвижимости и приобрела участок, на котором находятся развалины замка. По единогласному решению волостной управы волость заняла 225 000 эстонских крон. Благодаря данной форме собственности (муниципальной) будущее городища Маази было обеспечено, и это послужило возникновению зоны отдыха Маази. Волость Ориссааре стала полноправным хозяином участка Линнусе 14 июля 2000 года.
Реставрационные работы были начаты 17 декабря 2001 года. На 1 декабря 2005 года было израсходовано более 3 000 000 эстонских крон. Деньги были взяты из фонда Островной программы и волостной казны (20 %). Работы были разделены на четыре этапа:
1. Городище Маази (стоимость 348 250 крон):
- выкопать старейшую часть главного здания и восстановить обрушившиеся своды;
- освободить главный вход.

2. Консервирование стен главного здания городища Маази (стоимость 786 718 крон):
- откопать несущие стены для установки крыши;
- законсервировать стен главного здания по всему периметру.

3. Возрождение городища Маази (стоимость 743 000 крон):
- накрыть имеющуюся часть главного здания крышей.

4. Археологические раскопки в главном здании городища Маази (стоимость 1 137 643 кроны).